# Bridlington
Bridlington é uma vila costeira e freguesia, em Holderness na costa do Mar do Norte, situado na autoridade unitária e cerimonial do condado de East Riding of Yorkshire cerca de 39 km (24 mi) ao norte do Kingston upon Hull. O rio Gypsey Run atravessa a cidade e emerge para o Mar do Norte, na cidade do porto. No Censo de 2011, a população da freguesia foi de 35.369.
Bridlington é um porto menor de pesca de mar com um porto de trabalho e é bem conhecida pelo seu marisco. Ele tem uma mistura de pequenas empresas em toda a manufatura, varejo e no sector de serviços, com o seu primeiro-comércio, sendo o turismo durante os meses de verão.
As origens da cidade de são incertas, mas a evidência arqueológica mostra habitação várias vezes na Idade do Bronze e na Romana. A vila depois da conquista Normanda foi chamada Bretlinton, mas também passou pelos nomes dos Berlington, Brellington e Britlington, antes de se estabelecer em seu nome moderno no século XIX.
A cidade é geminada com a Millau, na França e Bad Salzuflen, na Alemanha. Uma das estações meteorológicas costeira do Reino Unido, está localizado em Bridlington. A Igreja de santa Maria Priorado e o associado Bayle portal são edifícios listados de Grau I. A igreja encontra-se no site do original Agostinho Priorado.

## História

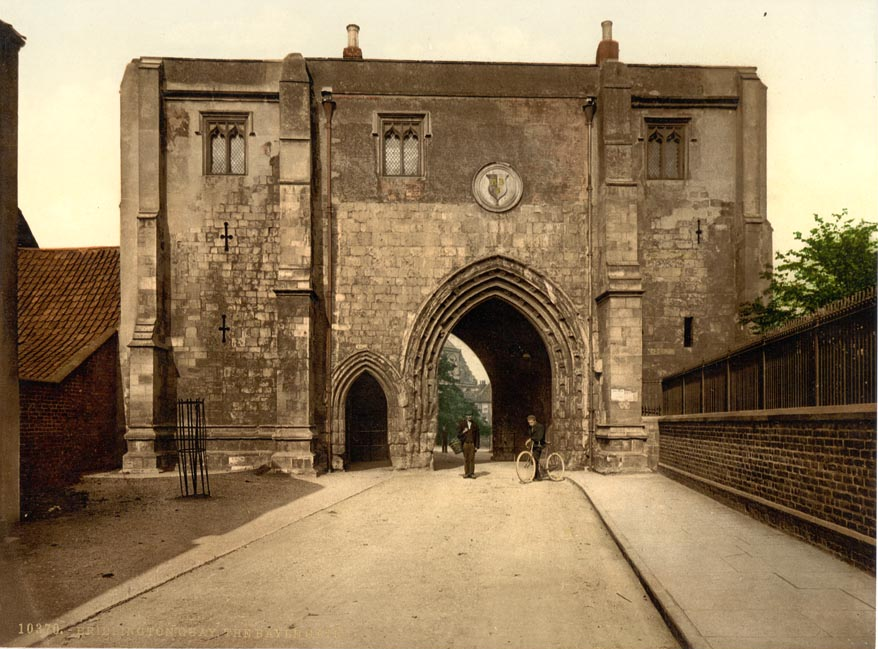
Bridlington do Bayle Portão

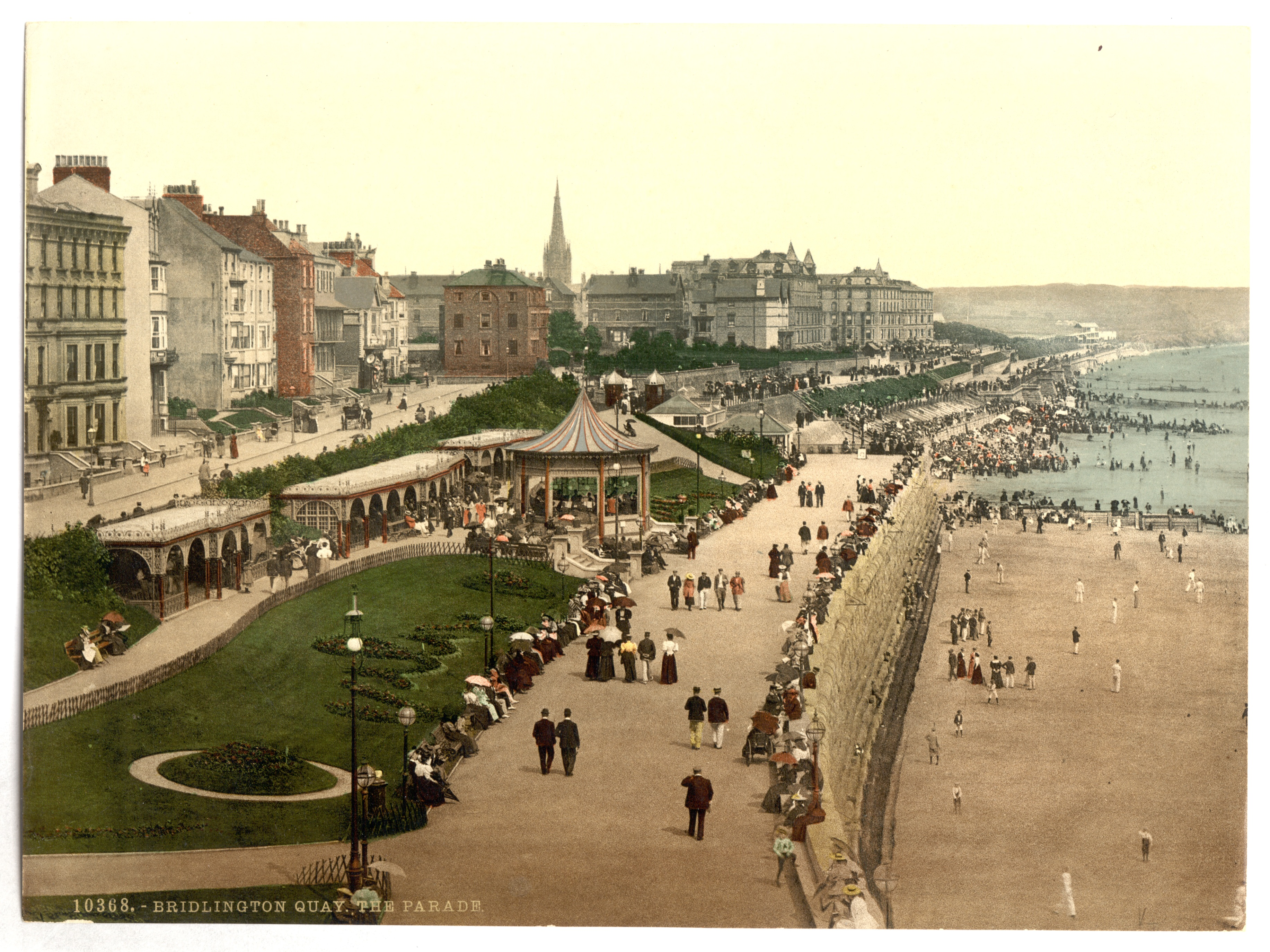
Bridlington, o desfile (i.é, passeio) c. 1895 1895

A primeira menção da cidade está no Livro Domesday como Bretlinton. Ele também passou pelos nomes dos Berlington, Brellington, Britlington e Burlington, antes de se estabelecer em seu nome moderno no século XIX. Há várias sugestões sobre a origem do nome. Tudo sugere que seguiu o costume Anglo-Saxão de se referir a uma pessoa e o tipo de assentamento. Neste caso, existem diferentes nomes pessoais apresentadas como Bretel, Bridla ou Berhtel para ir com -ingtūn como o Saxon nome para fazenda.
Origens da habitação em Bridlington são desconhecidas, embora uma represa de 4.0 km (2.5 mi) feita pelo homem chamada Danes Dykenas proximidades de Flamborough Head, remonta à Idade do Bronze, e alguns autores acreditam que Bridlington foi o local de uma estação Romana.
Uma estrada romana de Iorque, agora conhecido como Woldgate, pode ser atribuída em todo o Yorkshire Wolds para a cidade, e as moedas Romanas foram encontradas na cidade. Duas hordas de moedas romanas foram encontrados na zona do porto, juntamente com duas moedas gregas datadas do século II a.C. — o que sugere que o porto estava em uso desde antes da conquista romana da Britânia.
Tem sido sugerido que uma estação marítima Romana Gabrantovicorum foi localizado nas proximidades da cidade moderna. No início do século II Ptolemeu descreveu o que foi, provavelmente, a Baía de Bridlington, na sua Geografia como Γαβραντουικων Ευλιμενος κολπος "Baía Gabrantwikone apropriado para um porto". Não foram encontrados antigos portos protegidos, mas a erosão costeira teria destruído todos os vestígios, bem como qualquer instalação romana em geral nas imediações do porto.
No século IV o Conde Teodósio estabeleceu estações de sinais na costa do Norte de Yorkshire para avisar de ataques Saxões. Acredita-se que Flamborough Head também teria tido uma dessas estações (provavelmente na Beacon Hill, agora uma cascalheira). A partir do Promontório um observador podia ver Filey, Scarborough Castle e o promontório de Whitby. Um forte em Bridlington, teria sido bem posicionados para atuar como centro de operações para esses fortes. Uma rede de estações de sinais de alongamento do sul, em todo o amplo Bridlington Bay também tem sido sugerida. Este contrapartida para o norte da cadeia iria guardar esse território enorme e acessível da ancoragem da pirataria bárbara.
Perto do Parque Príncipes são dois bairros em forma de tigela conhecido como Butt Hills. Eles foram designados como Monumentos Antigos e agora estão gravados na Lista de Património da humanidade para a Inglaterra, mantido pelo Histórico da Inglaterra. Também nas proximidades estão os restos mortais de um cemitério Anglo-Saxão em uma fazenda nos arredores de Sewerby.

### Mansão
A primeira evidência escrita de Bridlington no Domesday Book. Ele registra que "Bretlinton" era o chefe da Hunthow Hundred e foi realizada por Earl Morcar antes que ele passou para as mãos de Guilherme I de Inglaterra, pelo confisco. A pesquisa também registra o efeito do Massacre do Norte como o valor anual da terra tinha diminuído a partir de £32, no tempo de Eduardo, o Confessor para oito xelims (40p) no momento do inquérito e composta por: 
"dois villeins (servo), e um socman (pagamento) com uma e meia Carucate (área definida). O resto é desperdício."
A terra foi dada para Gilbert de Gant, tio do Estêvão de Inglaterra, em 1072. Foi herdado pelo seu filho Walter e, posteriormente, é apresentada a seguir a descida normal, do que a família. Após a Dissolução dos Mosteiros, a mansão ficou com a coroa até 1624, quando Carlos I concedeu-lhe a Sir John Ramsey, que tinha sido recentemente criado do Conde de Holderness. Em 1633, Sir George Ramsey vendeu a mansão de 13 habitantes da cidade em nome de todos os inquilinos da mansão. Em Maio de 1636, um documento foi elaborado a capacitar os 13 homens como os Senhores Feoffees de confiança ou titulares da Mansão de Bridlington.

### Social
Walter de Gant, mais tarde fundou um convento Agostiniano sobre a terra em 1133 que foi confirmado pelo Rei Henrique I de uma Carta Real. Várias realezas confirmaram e estenderam presentes a Walter de Gant: o Rei Stephen concedeu além disso, o direito de ter um porto; João de Inglaterra concedeu a permissão prévia, para manter um mercado semanal e uma feira anual, em 1200. Henrique VI concedeu permissão para três feiras anuais sobre a Natividade de Maria, e Deposição de e a Tradução de são João de Bridlington em 1446. Em 1415 Henrique V, visitou o convento para dar graças pela vitória na Batalha de Azincourt. a cidade começou a ser desenvolvida em todo o local do priorado como ele cresceu em importância e tamanho.

### Política
Em 1643 a Rainha Henriqueta Maria de França desembarcou em Bridlington com tropas para apoiar a causa Monarquista na Guerra Civil Inglesa, antes de ir para Iorque, que, em seguida, tornou-se a sua sede.

### Industrial
A cidade foi originalmente separada em dois assentamentos que foram misturados ao longo do tempo. A Cidade Velha foi de cerca de 1.6 km (1 mi) no interior e a área do cais é onde o porto moderno está localizado. Em 1837, uma Lei do Parlamento significava que o antigo cais de madeira foram substituídos por dois novos cais de pedra do norte e do sul. Além de desembarque de peixe, o porto era utilizado para o transporte de milho. O Corn Exchange foi construído em 1826 e ainda pode ser visto no Mercado, e as fábricas para a moagem que existiam na cidade. Isso levou a algumas cervejarias locais a serem iniciadas, mas como a maioria da indústria, este desapareceu por parte posterior do século XX.